# 1972年札幌オリンピックのスウェーデン選手団
1972年札幌オリンピックのスウェーデン選手団（1972ねんさっぽろオリンピックのスウェーデンせんしゅだん）は、1972年2月3日から2月13日まで日本の北海道札幌市で開催された1972年札幌オリンピックのスウェーデン選手団、およびその競技結果。

## 概要
今大会は金メダル1個、銀メダル1個、銅メダル2個の計4個のメダルを獲得した。

## メダル
| メダル | 選手名                       | 競技                   | 種目      |
| ------ | ---------------------------- | ---------------------- | --------- |
| 金     | スヴェン＝オーケ・ルンベック | クロスカントリースキー | 男子15km  |
| 銀     | ハッセ・ベルエス             | スピードスケート       | 男子500m  |
| 銅     | イェラン・クレッソン         | スピードスケート       | 男子1500m |
| 銅     | ラルス・アルビドソン         | バイアスロン           | 男子20km  |